# Наталуччи, Тиберио
Тиберио Наталуччи (итал. Tiberio Natalucci; 3 июня 1806, Треви — 10 февраля 1868) — итальянский композитор.
Окончил отделение права Римского университета (1826), после чего решил посвятить себя музыке. Учился в консерватории Сан-Пьетро-а-Майелла, где важнейшим из его наставников был Николо Дзингарелли, а также Саверио Меркаданте и Джироламо Крешентини.
В 1831 г. вернулся в Треви и провёл там всю оставшуюся жизнь, изредка выезжая в другие города Италии по случаю премьер своих сочинений. Так, в 1838 г. в Риме в присутствии автора была представлена двухактная мелодрама (опера) Наталуччи «Путешествие Беллини» (итал. Il viaggio di Bellini). В 1847 г. гимны Наталуччи в честь новоизбранного папы Пия IX, наряду с аналогичными гимнами Джоаккино Россини, исполнялись на торжественных концертах в Мантуе, Милане, Павии и Пьяченце. Наибольший вклад, однако, внёс в музыкальную и общественную жизнь своего города. В 1839 г. осуществил реорганизацию городского оркестра, написал ряд духовных сочинений для исполнения в Треви. В 1853 г. избран в муниципальный совет.
Наталуччи был одним из первых учителей музыки Джованни Сгамбати.
Имя Наталуччи носит улица в Треви (итал. Via Tiberio Natalucci).